# Dobri Dol (Klina)
Pour les articles homonymes, voir Dobri Dol.
Dobërdol en albanais et Dobri Dol en serbe latin (en serbe cyrillique : Добри Дол) est une localité du Kosovo située dans la commune/municipalité de Klinë/Klina et dans le district de Pejë/Peć. Selon le recensement kosovar de 2011, elle compte 339 habitants, tous albanais.

## Démographie

### Évolution historique de la population dans la localité
| 1948 | 1953 | 1961 | 1971 | 1981 | 1991 | 2011 |
| ---- | ---- | ---- | ---- | ---- | ---- | ---- |
| 298  | 167  | 345  | 400  | 467  | 505  | 339  |

|  |